# Cottoperca trigloides
Cottoperca trigloides är en fiskart som först beskrevs av Forster, 1801.  Cottoperca trigloides ingår i släktet Cottoperca och familjen Bovichtidae. Inga underarter finns listade i Catalogue of Life.